# Degradación de Bergmann
La degradación de Bergmann  es una serie de reacciones orgánicas diseñadas para remover un solo aminoácido en el extremo carboxílico de un péptido.
La acilazida del péptido (1) se somete a una transposición de Curtius en presencia de un alcohol bencílico (2) para dar un carbamato de bencilo (3). El grupo benciloxicarbonil intermediario 3 es eliminado por hidrogenolisis para dar una amida no sustituida (4) y un aldehído (5 ).